# قصر العبدلية
قصر العبدلية هو قصر تونسي بني في 905هـ الموفق ل1500 ميلادية يقع هذا القصر بمدينة المرسى بجوار العاصمة تونس، على مكان الموقع الإستراتيجي القديم لميناء المرسى. يشير المؤرخ أحمد ابن أبي الضياف إلى أن هذا القصر قد استعمل كإقامة صيفية محصنة خلال القرن 17- 18 الميلاديين على عهد حكومة البايات المرادية والحسينية وكذلك كملجأ في حالة التهديد. كما استقبل قصر العبدلية خلال القرن 17م شخصيات تونسية وأجنبية، كالباي محمود (1814-1824) وابنه حسين باي. وأخيرا، أصبح القصر، على عهد مصطفى باي وأحمد باي (1835-1855)، إقامة صيفية للقنصل الإنجليزي توماس ريد وريشار وود، قبل أن يسترجع من طرف محمود باي في منتصف القرن.

## معرض صور

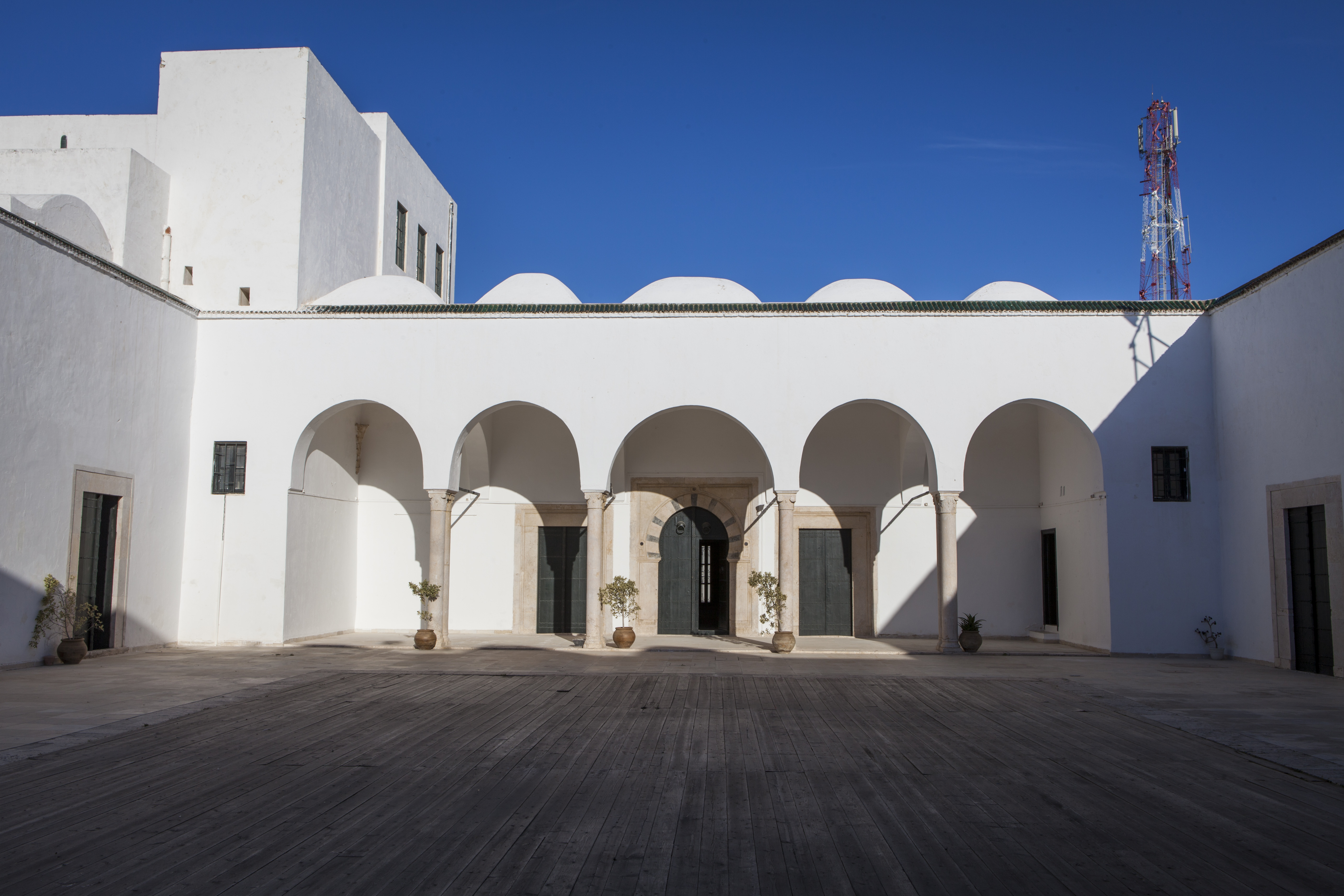
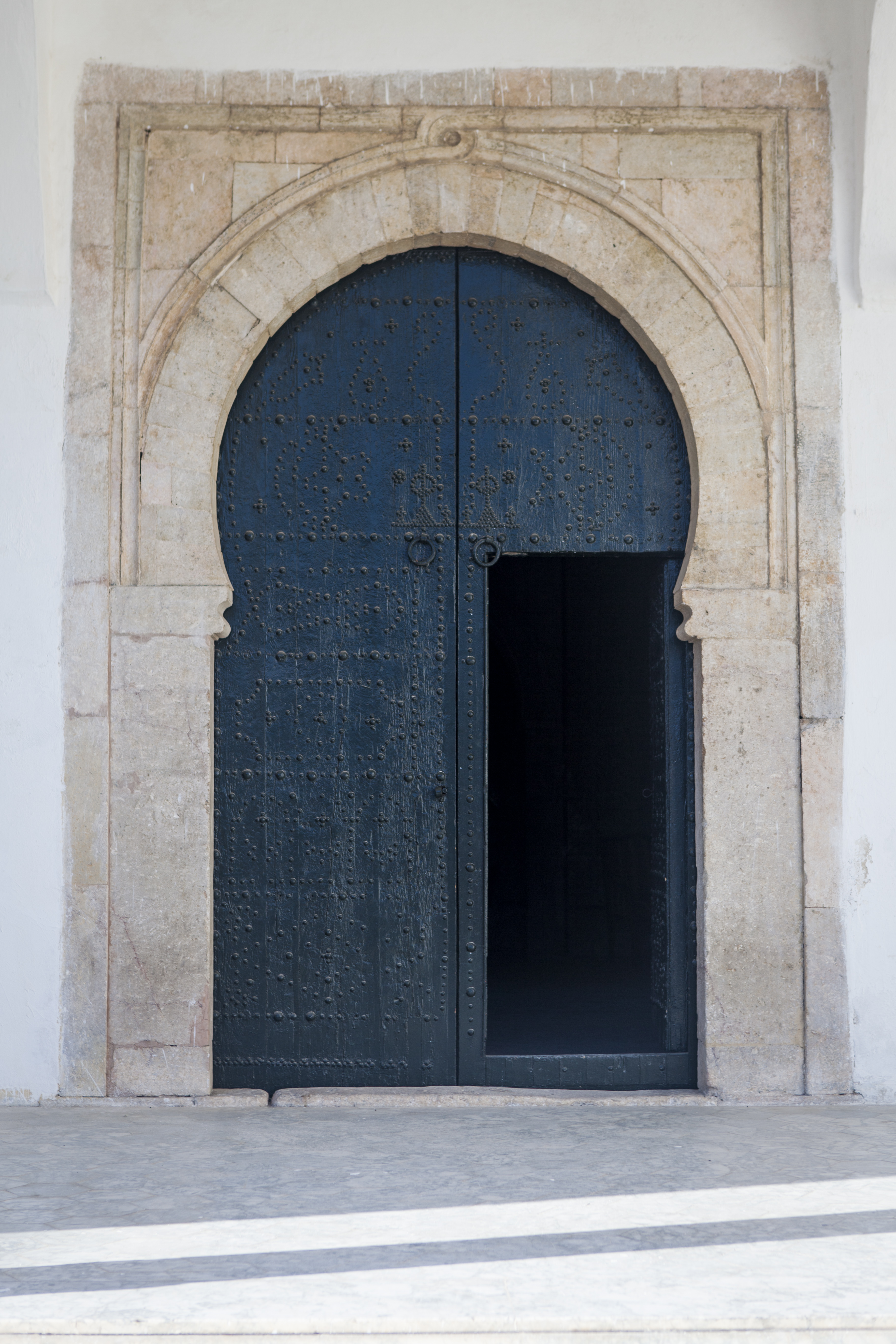
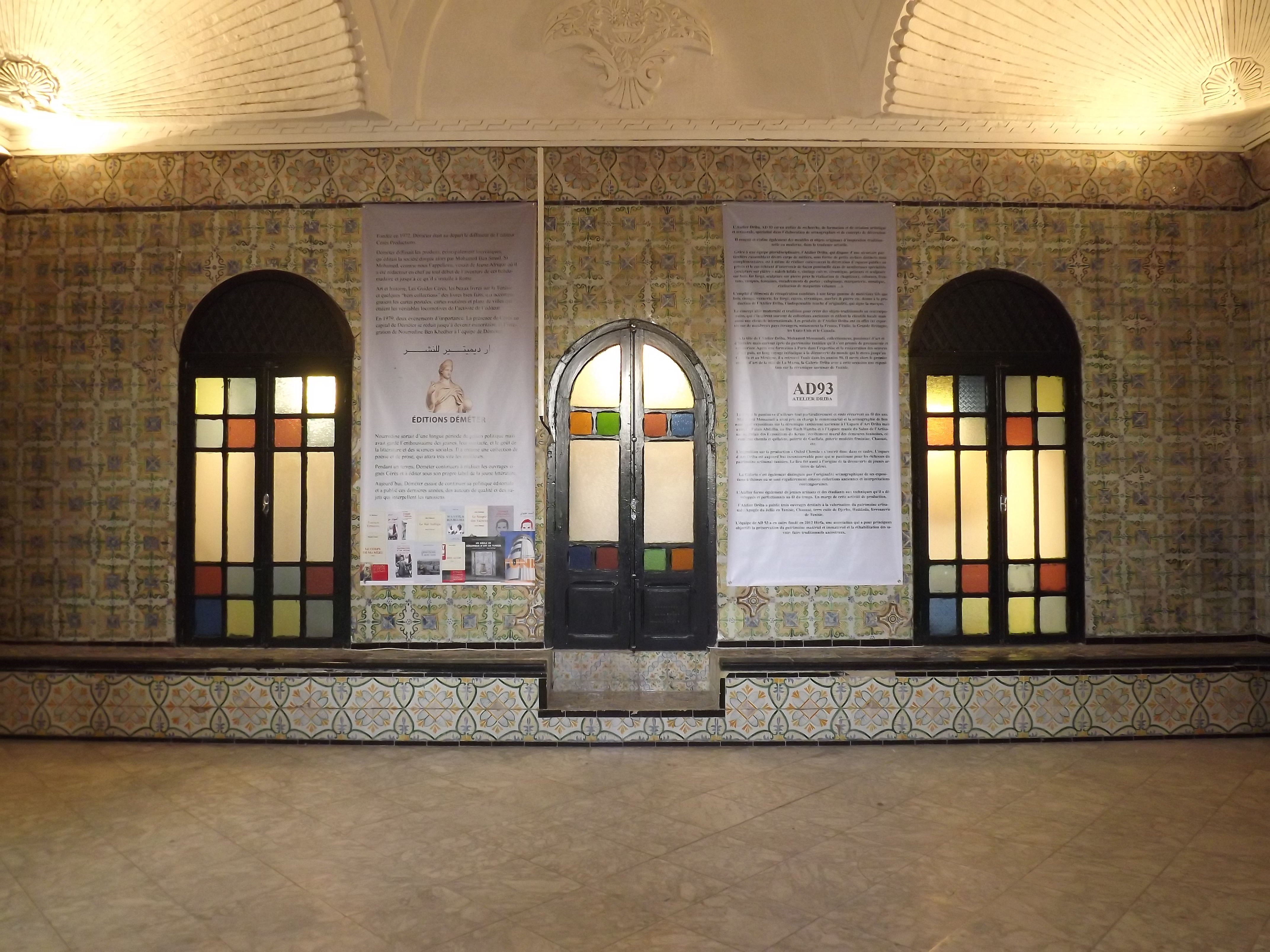